# Хагани Ширвани
Афзаладдин Ибрагим ибн Али Хагани Ширвани, более известный как Хагани Ширвани или Хакани (перс. خاقانی‎ ок. 1126, предположительно Шемаха — 1199, Тебриз) — персидский поэт XII века, придворный поэт ширваншаха Манучехра III Кесранида, последний великий поэт касыда домонгольского времени. Представитель «закавказской школы» персидской поэзии, Й. Хаммер назвал его «Пиндаром востока».

## Биография

### Происхождение
Его год и место рождения неизвестны. По вычислению специалистов он родился в 1120—1121 годах. Персидские учёные, со ссылкой на одно из стихотворений поэта, считают датой его рождения 1106—1107 годы. Местом рождения Хагани называется либо город Шемаха, либо татское селение Мелхем, расположенное вблизи города. Говоря о поэте, Бакиханов в своё труде «Гюлистан-и Ирам» упоминает это селение: «отец его был плотником в деревне Мельгемлу, выше города Шемахи». Советский иранист Б. В. Миллер в свою очередь слышал про предание, сохранявшееся у жителей села, что Хагани происходит из Мелхема и ввиду этого заметил: «Если бы это предание подтвердилось, то оказалось бы, что Хакани родом тат». Непроверенные данные имеются у других авторов. Например, по Ханыкову поэт оказался уроженцем Гянджи и это повторил А. Е. Крымский.
Полное имя поэта было Афзаль-ул-дин Ибрахим. Его дед Осман был ткачом. Отец поэта — Али был плотником. Мать Хагани — Рабийа, была кухаркой, последовательницей несторианства, попавшая в плен к мусульманам и принявшая ислам. В одной из од он писал о своей матери:
...Несторианка и поклонница мобеда

по происхождению,
мусульманка и последовательница

[истинного] бога по природе своей.
Местом рождения её была земля Зу-Гита,

[прадед её — великий Файлакус

(т. ,е. Филипп Македонский. — прим.)...
Потом же по [указанию] разума

и вдохновению предпочла
она веру ислама толку кашиша.

Бежала она от попреков Нестора,

ухватилась за начертанную книгу.

Была она госпожой, как Зулайха,

но стала рабой, как Йусуф.Перевод Е. Э. Бертельса
В другом месте он говорит: «Её родиной был край двух уклонов (или „ересей“), Великий католикос был её отцом». Вопрос о матери Хагани так и остаётся открытым. А. Е. Крымский называет её айсоркой. Х. Катузиан и А. Мохаммади предположили, что она могла быть армянкой по происхождению. По мнению А. Н. Болдырёва — армянкой или сирийкой (то есть ассирийкой). По версии К. Г. Залемана она была «греческого происхождения». По поводу матери Хагани Агайе Хосейне Данеш писал следующее: «Что касается его матери, то она была повариха по имени Раби’а (букв, четвёртая, имя знаменитой суфийки аскетки первых веков Ислама) из христианок, несторианка, принявшая Ислам, зороастрийка по происхождению». Утверждение персидских эдиб, что мать Хагани была по происхождению зороастрийкой, основывается на полустишии, где сказано: «она была несторианского и мобедского происхождения».

### Детство и юношество
По неизвестным причинам отец бросает семью и Хагани воспитывает его дядя Мирза Кафиаддин Умар ибн Усман. Он был выдающейся личностью. Слава о его учёности распространяется далеко за пределы Ширвана. Он владеет многими языками, прекрасно разбирается в философии, теологии, астрономии, математике, медицине, фармакологии и преподает в университете. Особенно велики его заслуги в развитии медицины в Ширване. Омар Кафиаддин основывает недалеко от Шемахи, в местечке Мельгам, медицинскую академию, куда приглашает работать учёных-медиков, занимающихся лечебной практикой, производством лекарств и подготовкой врачей. Сам он, будучи прекрасным врачом, хирургом и фармакологом, при лечении больных применяет свыше десяти видов плесеней (в настоящее время плесени применяются для производства антибиотиков). Обучение маленького Ибрагима начинается с изучения арабского алфавита, законов каллиграфии и чтения Корана. Далее идёт изучение таких традиционных для того времени предметов, как теология, языкознание, математика, астрономия с астрологией.
Большую помощь в воспитании Хагани Кафиаддину оказывает его сын Вахааддин Осман. Осман обладает энциклопедическими знаниями, является хорошим врачом, фармацевтом, хирургом. Он известен как крупный философ, теолог и поэт. Кроме того, он талантливый музыкант и музыковед. Он владеет теорией музыки и мастерски играет на эргенуне, предшественнике современного органа. Вполне возможно, что музыкальное образование Ибрагим получает у Османа. В результате обучения у дяди, а затем в медресе Ибрагим получает глубокие знания, которые он далее углубляет самостоятельно («дядя повел меня в большую библиотеку»).

### Взгляды поэта и его мнения насчет религии высказанные в оде византийскому императору
«К византийскому императору» имеет адресатом представителя рода Комниных — Андроника — самого противоречивого и неугомонного претендента на престол Византии, побывавшего во всех почти окрестных государствах.
О высокой образованности поэта можно судить по данной оде-касыде «К византийскому кесарю», где он пишет, что христианские догмы он знает лучше любого епископа и может разобраться в тонкостях яковитства, несторианства и православия и, кроме того, проник в тайны религии Зороастра через предписания Зенд-авесты.
Ода представляет собой уникальное явление и иллюстрирует обширные богословские познания поэта в различных течениях христианства — наряду с неограниченным, однако самовосхвалением и духовной неуверенностью его исканий, например он утверждает, что может быть принят в качестве «католикоса» всех христиан в Византии, благодаря своим познанием и даже и разъяснить им «истину» о Боге, что способен привести христианские церкви к единству, кончается касыда однако выражанием покаяния пред Аллахом в «нечестивых словах» и мольбой к «кайсару» о ходатайстве перед властями Ширвана. Любопытно, что поэт знаком с толкованиями христианства как с позиции мусульманского богословия, возможно работами Газали, так и с различными апокрифами и с самими текстами Евангелия.

### Карьера и начало творчества
Чтобы начать карьеру поэта, Ибрагиму надо выбрать, как это полагается в то время, псевдоним (тахаллус). Ибрагим был поклонником творчества известного поэта Санаи и как считают специалисты, тахаллус — Хакаики («Искатель истин») выбирается им под влиянием книги Санаи «Хадинат ал-Хакаик» («Сад истин»).
После смерти дяди, его опекуна и наставника, у Ибрагима появляется новый покровитель в лице «царя поэтов» двора ширваншаха Манучехра Абуль-Ала. Абуль-Ала родом был из Гянджи и в Ширван, во дворец Ширваншахов, попадает уже известным поэтом. Абуль-Ала замечает талант Ибрагима и устраивает его на должность придворного поэта. По настоянию Абуль-Ала, а по другой версии, по подсказке самого ширваншаха Манучехра, Ибрагим, ещё совсем недавно принятый тахаллус «Хакаики» заменяет на «Хагани» в честь ширваншаха, который по хазарской традиции носит титул властителя — «Хаган». Это был уже второй, известный в дальнейшем далеко за пределами Ширвана, ученик Абуль-Алы. Первым был тоже шемахинец Джалал ад-Дин Мухаммед Фалаки (умер в 1181 году), поэт и астроном. Первоначально он пользуется большой благосклонностью Абуль-Ала и тот, как передаёт легенда, даже обещает Фалаки руку своей дочери. Однако поэтический талант и личные качества Хагани якобы берут верх и «царь поэтов» выдает дочь за Ибрагима. Разбитого горем Фалаки Абуль-Ала утешает подарком в 20 000 дирхем. «Сын мой! — прибавляет при этом Абуль-Ала — за такую цену ты купишь пятьдесят туркестанских рабынь более красивых, чем моя дочь!» Такой поворот событий вполне устраивает Фалаки и, как иронически пишет академик Крымский: «После того все они, и „царь поэтов“ Абуль-Ала, и его зять Хагани, и его соученик Фалаки могли дружно и благополучно славословить Манучехра». Далее Крымский приводит, в виде примера, один из панегириков Хагани в вольном переводе: «Твоя рука, Манучехр, раскрывается только для того, чтобы раздавать щедрые дары, а сжимается разве тогда, когда принимает от виночерпия кубок красного вина. Ничто, существующее в мироздании, не может пожаловаться на несправедливость с твоей стороны, за исключением разве письменной тростинки калама, которой ты срезаешь голову, хоть она перед тобой ни в чём не повинна».
Однако в стихах поэта уже начинают звучать ноты протеста и недовольства. Появляются стихи, обличающие деспотический дух двора ширваншахов. Недруги используют это, и, очевидно, суфийские взгляды поэта, чтобы очернить его в глазах шаха. Азербайджанский учёный Гафар Кяндли-Херсчи в своём капитальном труде «Хагани Ширвани» (жизнь, эпоха, среда) отрицает факт женитьбы Хагани на дочери Абуль-Ала, красочно обыгрываемый всеми его биографами. Гафар Кяндли считает, что у Хагани было три жены. Первая из них была деревенской девушкой из Ширвана. Ширванская жена жила где-то на берегу то ли Куры, то ли Каспия, так как Хагани пишет: «В той деревне мореходы тысячу раз меня заклинали».

## Личная жизнь
По мнению автора[какого?] Хагани женился приблизительно в 1151/52 году и был старше жены на 12 лет. Жена умерла после его второго путешествия в Мекку. Они прожили вместе 25 лет. У них было две дочери и два сына. Кяндли приводит имена его двух сыновей — это Рашиддеддин Рашид и Амир Абдулмеджид. Рашид умер в Ширване в возрасте 20 лет. Отец тяжело переживал его потерю и посвятилт ему элегию. Специалисты считают, что, по глубине скорби и по силе душевного воздействия элегии Хагани сыну непревзойдены никем, начиная с Фирдоуси. В Тебризе Хагани женился на вдове. После смерти этой жены женился в третий раз.

## Жизнь при дворе
В 1160 году Манучехр умер и на трон взошёл Ахситан I, правивший почти полстолетия и прославившийся, при всем его «жестокосердии и злобности», как покровитель поэтов. Ему в 1188 году посвятил свою поэму «Лейли и Меджнун» Низами. К этому времени мастерство Хагани достигло небывалой высоты. Его стихи стали отличаться изяществом, мелодичностью, звучностью и в то же время, как требовала традиция того времени, сложностью текста, игрой слов, трудно понимаемых намеков и научной терминологией. В соревновании придворных поэтов он вырвался в лидеры и это сказалось на его взаимоотношениях с Абуль-Ала, до этого признанным «царем поэтов», и другими поэтами. Разрыв с Абуль-Ала произошёл ещё при Манучехре, а при Ахситане их ссора переросла в поэтическую войну. Язык полемики настолько натурален, что современные литераторы часто предпочитают печатать стихи поэтов только во французском переводе.

## Первое паломничество в Мекку (Хадж)
У Хагани появляется мысль уехать из Ширвана. Сперва он рвется в Хорасан. В 1151 году ему удаётся доехать в этом направлении, до Рея. Дальше ехать ему владетель Рея не разрешает, и поэт возвращается на родину. После этого Хагани добивается у шаха разрешения на паломничество (хадж) в Мекку. Наконец, в 1156 году такое разрешение получено и Хагани совершает путешествие, оставившее заметный след в его творчестве. Он посещает несколько стран Передней Азии, города Ардебиль, Исфаган, Багдад, Дамаск, Мосул, Мекку и Медину. Встречается с учёными, государственными деятелями, знакомится с общественной жизнью этих стран. Паломничество в Мекку, в жизни образованных мусульман играет очень большую роль. Хадж часто помогает им подняться на ещё более высокую ступень творчества. Паломники за время Хаджа знакомятся с новыми странами, встречаются с выдающимися учёными и политическими деятелями, участвуют в научных диспутах выдающихся философов и религиозных деятелей. Часто во время Хаджа образуются импровизированные группы по интересам и диспуты продолжаются в пути. За год, два Хаджа человек может переосмыслить свой жизненный путь, наметить программу дальнейшего существования и творчества. Положительные изменения в судьбе человека после Хаджа можно было отнести и на счёт божественных сил, но создатели Хаджа наверняка понимали благотворное влияние таких путешествий на развитие общества. Хадж внёс свежую струю в творчество Хагани. Исследователи даже делят его творчество на два периода — до Хаджа и после. Как говорит писатель Мирза Ибрагимов: «Он вернулся умудренный увиденным, пережитым и передуманным; его поэтическая и философская мысль обрела новую глубину зрения, зрелую независимость и решимость. Очевидно, этим сдвигом и объясняется его отход от панегириков и подчёркнутое стремление к строгой философии, насыщенной лирикой, к газелям, проникнутым гуманистическим пафосом». Точный маршрут Хагани в Мекку неизвестен. Встречают его с большой торжественностью. Гафар Кяндли считает, что Хагани, проезжая через Хамадан, был в ставке сельджукского правителя Султана Мухаммеда ибн Махмуда. На эту мысль исследователя наводят произведения Хагани, часто восхваляющие этого правителя. Хагани даже пишет, что при дворе Султана Мухаммеда дворцовый композитор написал на его стихи музыку. В Хамадане поэт встречается с группой местных учёных. В «Даре двух Ираков» поэт упоминает встречу в Хамадане с руководителем местного университета. Отсюда он едет в Багдад через Мосул.
Столица мусульманской культуры Багдад встречает поэта с раскрытыми объятиями. Организатором встреч оказывается большой поклонник творчества Хагани везир правителя Мосула Джамаладдин Мухаммед Исфагани. Он представил поэта халифу ал-Мугтафи. Хагани оказывается необычно теплый приём. На нём присутствуют только самые близкие халифу люди. Поэт оказывается допущенным к руке халифа, что по протоколу почти никогда не делается. Обычно выдающимся государственным деятелям на приёмах изредка разрешается приложиться, в лучшем случае, к ноге халифа. Хагани предлагается почётная должность секретаря при халифе, от которой он вежливо отказывается: Сам я Солнце — зачем же мне вдруг становиться звездой? Шапка, взятая в долг, для меня не почёт — униженье. Поэт в восторге от Багдада, но уже скучает по Ширвану и пишет об этом стихи. В Багдаде Хагани пишет знаменитую элегию «Медаин» («Ктесифон»), посвящённую древней столице Сасанидов. В этой элегии проявляется его иранский патриотизм: Хагани считает, что величие зороастрийского Ктесифона для потомков так же ценно, как и величие мусульманской Мекки. Своё путешествие из Багдада в Мекку поэт описывает в стихотворении «Хавасси-Мекка». Из Мекки он едет в Медину. Посещает могилу Мухаммада и первых двух халифов. Здесь он даёт зарок не прикасаться к вину, сдерживать эмоции и алчность. Отсюда Хагани едет прямо в Мосул. Там его принимает Джамаладдин Мухаммед, которого он ещё не раз будет вспоминать в своих произведениях. Вернувшись из паломничества в Шемаху, Хагани сторонится двора, объясняя это зароком не пить вина, данным себе в святых местах. Появляется он теперь во дворце только во время торжественных встреч или официальных приёмов. Пишет стихи, в которых критически описывает дворцовые порядки. Долго продолжать эту игру с огнём опасно и Хагани в конце 1157/8 года уезжает в Дербент. Здесь хорошо знакомая с творчеством Хагани интеллигенция Дербента, так же, как его правитель Сейфаддин Арслан Музафар, встречает его с большой любовью. Сейфаддин дарит Хагани дом. У Хагани в Дербенте много друзей. Хагани знакомится с культурной жизнью города, со старым городом и его окрестностями. Пишет касыду, посвящённую Сейфаддину. Сколько прожил поэт в Дербенте неизвестно, известно только, что в 1159 году он уже в Гяндже. Ширваншах Манучехр письмом требует его возвращения в Шемаху: «В Ширване политическая обстановка очень тяжёлая. Твое, по возможности быстрое, прибытие сюда крайне необходимо». В этом же письме Манучехр сообщает о смерти двух выдающихся поэтов. Одним из них был Абуль-Ала. Поэт вернуться не может, он четыре месяца лежит тяжело больным. Спасет его известный в Гяндже врач и друг Шамсаддин Табиб. В Гяндже Хагани принимает его близкий друг и сподвижник ещё по Шемахе, глава суфиев Аррана и Ширвана известный философ имам Насираддин Бакуви, сосланный в Гянджу ширваншахом. Возвращаясь из Гянджи в Шемаху, Хагани попадает в Барду. Очевидно, он заезжает в Барду за сосланным сюда своим двоюродным братом Вахиаддином Османом. Манучехр милует обоих братьев, и, в честь этого, шлёт им в Барду подарки. В Шемаху они возвращаются вместе. По дороге в Шемаху (а может быть позднее) он присутствует на открытии плотины на Бакилани в 1159 году. Плотина была разрушена в результате большого наводнения в 1138 году, и, если верить одам Хагани и Фелеки Ширвани, ширваншах очень много сделал для её восстановления и усовершенствования. Согласно Гафару Кяндли-Херисчи, приблизительно в это время у ширваншаха умирают сын Фарибурз и дочь Алчичек. Этим событиям Хагани посвящает поэмы и элегию. Сразу по прибытии на Куру поэт принимается Манучехром. Наутро он опять приглашается к ширваншаху. До прихода в ставку поэт успевает написать стих, в котором в скрытой форме упрекает высокопоставленного покровителя в своих бедах. В Шемаху поэт возвращается вместе с Манучехром в 1159 году. В 1160 году он совершает поездку в Хой, а затем в 1163/64 году в Хамадан в качестве посла ширваншаха. В Шемахе зреет заговор против ширваншаха. В планах заговорщиков уничтожение 60 видных деятелей двора. Среди них значатся Хагани и имам Насираддин Бакуви. Узнав о заговоре, Хагани бежит в Карабах. Заговор раскрыт, его организаторы казнены и Хагани может вернуться в Ширван.

## Знаменитая элегия «Медаин» («Ктесифон»)
Одно самых известных и популярных философских произведений Хагани — поэма «Развалины Медаина». Пройдясь по грандиозным руинам древнего города Медаина — резиденции сасанидских правителей, осматривая остатки дворца «Так-и Кисра», поэт размышляет о правителях государств, судьбе народов и стран:
Этот «ультраеретический», практически апологетическийк Ирану текст поэт пишет во время Хадджа в Мекку. В данном тексте он уподобляет Медаин Куфе и утверждает, что «Печь Куфы» — танур Куфы не превзойдет руин Медаина. Среди знатоков иранской литературы это оценивалось, как «иранский патриотизм» или свидетельство Иранского, а не арабского или тюркского самосознания автора — сродни выражению: «И царь Турана униженным слугой склонял колени в нём…», где Туран-подразумевает тюркских властителей.
«И вот ещё один хадж — в него поэт отправляется в 1175 году, всего два года спустя после того, как в послании к Андронику Комнину выказал себя чуть ли не христианином (с подозрительной горячностью, правда, отведя от себя подобные подозрения в конце того же послания). И хотя путь этот — путь к святыням ислама, самое сильное впечатление Хакани на этом пути не Мекка и не Медина, а Медаин, древняя столица иранских царей, безжалостно разрушенная теми, кто принес ислам в его родные края.»

## Второе паломничество в Мекку (Хадж)
Хагани ведёт интенсивную общественно-политическую жизнь, много ездит по Ширвану. Он опять рвется в Хорасан, но попадает в государственную тюрьму, находящуюся в замке Шабаран. Здесь он пишет ряд «тюремных элегий», которые специалисты относят к самым интересным произведениям поэта. Выйдя из тюрьмы, Хагани решает совершить второй хадж в Мекку. После того, как атабек Шамс ад-Дин Ил-Дениз разбил в бою Ахситана, тот бежит из Шемахи в Баку и Хагани, воспользовавшись свободой, получает возможность совершить очередной хадж в Мекку. Близкие и друзья не хотят отпускать поэта, догадываясь, что он может не вернуться. Сам Хагани тоже переживает расставание. С ним едут родные, друзья и слуги. Среди сопровождающих был и его ученик, известный впоследствии персидский поэт, Муджиреддин Бейлагани. В 1176 году Хагани уже в Багдаде. Новый халиф ал-Мустади принимает Хагани даже более торжественно, чем ал-Мугтафи. Отсюда он едет в Мекку, а затем в Медину. В Медине поэт повторно посещает могилу пророка Мухаммада и опять пишет шафраном «зарок», который закапывает, по народной традиции, в землю, у могилы пророка. По дороге в Багдад его грабят и даже несколько дней держат в заточении с предложением принять несторианство. Из Багдада Хагани обращается к Амиру Салеху Асадиддину с просьбой прислать одного верблюда в связи с потерей в пути десяти верблюдов. Амир Салех немедля высылает поэту десять верблюдов. Будучи в Багдаде, он пишет несколько стихов, посвящённых этому городу и проведённым там дням, читает в мечети пятничную проповедь на арабском языке. Учёные Багдада дали ему прозвище «Дабири-араб». Поэт посещает знаменитый университет «Низамиййа». В Багдаде он остаётся около недели. Властители соседних стран и областей наперебой приглашают знаменитого поэта посетить их двор.

## Поездка в Тебриз
В 1177 году через Диярбакыр Хагани приезжает в Тебриз — столицу сельджукских Атабеков Азербайджана (Ильдегизидов). Когда Хагани был в пути, у ширваншаха Ахситана умирает любимый сын, воспитателем которого был Хагани. Поэт посылает ему соболезнование. 24 года жизни в Тебризе поэт проводит в библиотеке города, научных изысканиях, учительствуя. В это время поэт все чаще обращается к богу и суфизму и, очевидно, в связи с этим много путешествует, сближается со многими учёными суфиями, посещает святые места. Ширваншах Ахситан шлёт послов к поэту с просьбой вернуться в Ширван. Такая же просьба поступает от царя Грузии Георгия III. Пишет из Тифлиса его близкий друг Изададдин, занимающий высокий пост при дворе Георгия. Но поэт отказывается вернуться туда. Хагани выполняет поручения Ахситана, переписывается с ним и посвящает ему свои стихи. Как пишет поэт, в год на гостей он тратит около 3-4 тысячи динаров. Из письма видно, что эти расходы оплачивает ширваншах. Тетя Ахситана, сестра Манучехра, Исматанддин в конце 1177 года по пути в Мекку три месяца оставалась в Тебризе. В касыде, написанной в честь этого события, Хагани пишет, что до неё он слышал только о жене правителя Ахлата, посетившей Мекку издалека. В Тебризе Хагани сближается с Сейфаддином Бектамиром. Бектамир, будучи мамлюком, благодаря своему уму и неукротимой энергии, смог добиться высоких постов при атабеке Кызыл-Арслане. У него имеется большая библиотека и он всячески поддерживает учёных и поэтов. Поэт путешествует по всему Азербайджану, посещает Ирак и культурные центры Анатолии, дважды бывает в Исфагане. Попасть же в Хорасан, куда поэт рвется всю жизнь, ему так и не пришлось. Доехать ему опять удаётся только до Рея, где он заболевает и возвращается в Тебриз. На обратной дороге в Занджане поэта с большой теплотой и сердечностью принимает выдающийся персидский философ Ейнудовла Хаким ал-Занджави. Из Тебриза Хагани шлёт Ейнадовла благодарственное письмо и подарки — чёрную лошадь и чёрную одежду с белой повязкой. В 1197/98 году умирает Ахситан, Хагани пишет на его смерть элегию.

## Смерть
Умер Хагани в 1199 году и похоронен в предместье Тебриза Сурхаб на знаменитом кладбище, впоследствии получившем название «кладбище поэтов» («мах-барат аш-шуара»). Средневековые тазкиристы пишут, что Низами написал на смерть Хагани элегию, в которой со скорбью замечает, что он всегда мечтал на свою смерть получить элегию Хагани, а пришлось писать её самому:
Я говорил: Хагани будет оплакивать меня,
Но увы! Мне пришлось оплакивать Хагани.

## Память
Специалист по персидской литературе Ребекка Гулд отмечает, что в большинстве книг о персидской литературе, опубликованных в Азербайджане, значение персидских поэтов, родившихся на территории Кавказа, в том числе Хагани Ширвани, сводится к проекту повышения этнического престижа. «Национализация» классических персидских поэтов в ряде республик СССР, вписывающаяся в советское время в общую политику национального строительства, в постсоветских государствах стала предметом псевдонауки, уделяющей внимание исключительно этническим корням средневековых деятелей, и политических спекуляций.
Именем Хагани названы:
- Улицы в Баку и Гяндже
- Торговый центр и сад в Баку
- Школа в городе Шемаха
- Колхозы в с. Мелхам и Чухурюрд Шемахинского, а также в с. Ахан Исмаиллинского районов Азербайджана.

В Баку и Тебризе установлены памятники поэту; в с. Мелхем Шемахинского района — бюст Хагани.
В 1955 году азербайджанский поэт Мамед Рагим написал стихотворную пьесу «Хагани», в которой попытался создать образ Хагани Ширвани.
- Улица Хагани в Баку
- Сад имени Хагани в Баку

## Издания на фарси
- Диван-е Хагани Ширвани, Тегеран, 1316 с. г. х. (1937);
- Тохфат-оль Ирагейн, Тегеран, 1333 с. г. х. (1954)

### Комментарии
1. ↑  В бывшем СССР и Азербайджане Хагани считается азербайджанским поэтом. Ряд исследователей указывает, что т. н. «территориальный принцип», при котором вся история региона записывается в этническую историю нынешнего населения региона, имеет идеологические мотивы. См. 
  - Шнирельман В.А. Войны памяти: мифы, идентичность и политика в Закавказье / Рецензент: Л.Б. Алаев. — М.: Академкнига, 2003. — С. 133. — 592 с. — 2000 экз. — ISBN 5-94628-118-6 "К этому времени отмеченные иранский и армянский факторы способствовали быстрой азербайджанизации исторических героев и исторических политических образований на территории Азербайджана
  - «‘Soviet Nationalism’: An Ideological Legacy to the Independent Republics of Central Asia’». Dr. Bert G. Fragner (Austrian Academy of Sciences (Vienna): Executive Director (Institute of Iranian Studies)) // Willem van Schendel (PhD, Professor of Modern Asian History at the University of Amsterdam), Erik Jan Zürcher (PhD. held the chair of Turkish Studies in the University of Leiden). Identity Politics in Central Asia and the Muslim World: Nationalism, Ethnicity and Labour in the Twentieth Century. I.B.Tauris, 2001. ISBN 1-86064-261-6. Стр. 20 "The territorial principle was extended to all aspects of national histories, not only in space but also in time: ‘Urartu was the oldest manifestation of a state not only on Armenian soil but throughout the whole Union (and, therefore, implicitly the earliest forerunner of the Soviet state)’, ‘Nezami from Ganja is an Azerbaijani Poet’, and so on."
  - Sergei Panarin «The Soviet East as a New Subject of Oriental» // State, Religion, and Society in Central Asia: A Post-Soviet Critique. Ithaca Press (GB). ISBN 0863721621. Vitaly Naumkin (Editor). Pp. 6, 15. "So in studying oriental literature, scholars looked above all for indications of the transformation apparently experienced by the peoples of the East within the socialist context. And as analysis of literary works did not yield sufficiently convincing proof, recourse was made to fortuitous facts of history like the birth place or residence of an author. With their help even cultural figures who wrote only in Arabic or Persian were claimed by the future Soviet republics. // This gave the impression that the greatest and best part of the pre-Soviet heritage of peoples once part of the same civilisation but recently divided by the magic line of the Soviet borders was created within the future USSR. And this was not the result of a national awakening among the Azerbaijanis, Uzbeks or Tajiks, but of an initiative by the ideological authorities. In fact, by forcing scholars to search the past for signs of a unique mission predesignated by history not only for Russia, but for the entire empire, they attributed a significant part of the Russians' Messianism to their oriental 'younger brothers'"